# Of Mice and Men (película de 1939)
Of Mice and Men (titulada en España como La fuerza bruta) es una película de 1939 dirigida por Lewis Milestone. Es una adaptación de la novela del mismo título escrita por John Steinbeck.

## Sinopsis
La historia trata sobre dos trabajadores que emigran a California durante la Gran Depresión. George Milton (Burgess Meredith) es un hombre inteligente y cínico, y Lennie Small (Lon Chaney Jr.) un hombre de gran estatura y fuerza inmensa, pero limitada capacidad mental.

## Reparto
- Burgess Meredith como George.
- Betty Field	como Mae.
- Lon Chaney Jr. como Lennie.
- Charles Bickford como Slim.
- Roman Bohnen como Candy.
- Bob Steele como Curley.
- Noah Beery Jr. como Whit.
- Oscar O'Shea como Jackson.
- Granville Bates como Carlson.
- Leigh Whipper como Crooks.
- Helen Lynd como Susie.

## Premios Oscar
La película tuvo 4 nominaciones a los premios de la academia de 1939.
| Categoría                      | Persona                           | Resultado |
| ------------------------------ | --------------------------------- | --------- |
| Mejor Película                 | Hal Roach                         | Nominada  |
| Mejor Grabación de Sonido      | Hal Roach Studio Sound Department | Nominada  |
| Mejor Música ((Original Score) | Aaron Copland                     | Nominada  |
| Mejor Música (Scoring)         | Aaron Copland                     | Nominada  |